# 条件独立
在概率论和統計學中，两事件R 和B 在给定的另一事件Y 发生时条件独立，類似於統計獨立性，就是指当事件Y 发生时，R 发生与否和B 发生与否就条件概率分布而言是独立的。换句话讲，R 和B 在给定Y 发生时条件独立，当且仅当已知Y 发生时，知道R 发生与否无助于知道B 发生与否，同样知道B 发生与否也无助于知道R 发生与否。

## 定義

两个说明条件独立的例子。每个小方格都表示一种等概率的可能结果。事件R、B、Y分别用红色、蓝色、黄色阴影部分表示。事件R和B的重叠部分用紫色表示。这些事件发生的概率等于相应阴影部分面积和图形总面积的比值。在这两个例子中，事件R和B在给定Y时都是条件独立的，这是因为
但给定Y不发生时，它们不是条件独立的，这是因为

R和B在给定Y发生时条件独立，用概率论的标准记号表示为
{\displaystyle \Pr(R\cap B\mid Y)=\Pr(R\mid Y)\Pr(B\mid Y)\,}
也可以等价地表示为
{\displaystyle \Pr(R\mid B\cap Y)=\Pr(R\mid Y).\,}
因为当事件Y发生时，R发生与否和B发生与否就条件概率分布而言是独立的。
两个随机变量X和Y在给定第三个随机变量Z的情况下条件独立当且仅当它们在给定Z时的条件概率分布互相独立，也就是说，给定Z的任一值，X的概率分布和Y的值无关，Y的概率分布也和X的值无关。

## 法则
從基本定義可導出一套描述條件獨立的重要法则。
因這些推论在任何機率空間中都成立，因此也对所有变量关于另一变量的条件概率分布成立，只需考慮相应子空间即可。譬如說{\displaystyle X\perp \!\!\!\perp Y\Rightarrow Y\perp \!\!\!\perp X}也就意味着{\displaystyle X\perp \!\!\!\perp Y\mid K\Rightarrow Y\perp \!\!\!\perp X\mid K}。
注：位於算式下方的逗號意为“和”。

### 對稱性
{\displaystyle X\perp \!\!\!\perp Y\quad \Rightarrow \quad Y\perp \!\!\!\perp X}

### 分解
{\displaystyle X\perp \!\!\!\perp A,B\quad \Rightarrow \quad {\text{ and }}{\begin{cases}X\perp \!\!\!\perp A\\X\perp \!\!\!\perp B\end{cases}}}
證明：
- {\displaystyle p_{X,A,B}(x,a,b)=p_{X}(x)p_{A,B}(a,b)}      ({\displaystyle X\perp \!\!\!\perp A,B}的定义)
- {\displaystyle \int _{B}\!p_{X,A,B}(x,a,b)=\int _{B}\!p_{X}(x)p_{A,B}(a,b)}      (对B积分以消去B)
- {\displaystyle p_{X,A}(x,a)=p_{X}(x)p_{A}(a)}

同理可证X和B條件獨立。

### 微弱的聯合
{\displaystyle X\perp \!\!\!\perp A,B\quad \Rightarrow \quad {\text{ and }}{\begin{cases}X\perp \!\!\!\perp A\mid B\\X\perp \!\!\!\perp B\mid A\end{cases}}}
證明：
- 藉由定義{\displaystyle \Pr(X)=\Pr(X\mid A,B)}
- 由於分解的屬性{\displaystyle X\perp \!\!\!\perp B}, {\displaystyle \Pr(X)=\Pr(X\mid B)}
- 結合兩個等式得{\displaystyle \Pr(X\mid B)=\Pr(X\mid A,B)}，其中確認 {\displaystyle X\perp \!\!\!\perp A\mid B}第二個條件可以類似地被證明。